# Чуянгарон (Шахритусский район)
Чуянгарон (тадж. Чӯянгарон; до 2024 года — Чуянчи) — село в Хатлонской области Республики Таджикистан. 
Входит в состав джамоата (сельской общины) им. Талбака Садриддинова Шахритусского района.
Находится на расстоянии 8 км от райцентра (пгт. Шахритус) и 4 км от центра джамоата (село Лолазор).
Название села означает «делающий чугун». 
Население — 1921 чел. (2017).